# Wereldkampioenschappen schermen 1954
De 10de wereldkampioenschappen schermen werden gehouden in Luxemburg, Luxemburg in 1954. De organisatie lag in de handen van de FIE.

## Medailles

### Mannen
| Onderdeel   | Goud | Goud      | Zilver                                                                                                | Zilver    | Brons                                                                                            | Brons     |
| ----------- | --- | --------- | --- | --------- | ------------------------------------------------------------------------------------------------ | --------- |
| Degen       | |           | |           |                                                                                                  |           |
| Individueel | Edoardo Mangiarotti                                                                                      | Italië    | Carlo Pavesi                                                                                          | Italië    | Franco Bertinetti                                                                                | Italië    |
| Ploegen     | Giorgio Anglesio Franco Bertinetti Giuseppe Delfino Armando Dellantonio Carlo Pavesi Edoardo Mangiarotti | Italië    | Per Carleson Sven Fahlman Carl Forssell Bengt Ljungquist Berndt-Otto Rehbinder Nils Rydström          | Zweden    | Daniel Dagallier Yves Dreyfus Maurice Huet Armand Mouyal Jean-Pierre Muller Claude Nigon         | Frankrijk |
| Floret      | |           | |           |                                                                                                  |           |
| Individueel | Christian d'Oriola                                                                                       | Frankrijk | Edoardo Mangiarotti                                                                                   | Italië    | Gian-Carlo Bergamini                                                                             | Italië    |
| Ploegen     | Giancarlo Bergamini Manlio Di Rosa Roberto Ferrari Edoardo Mangiarotti Renzo Nostini Antonio Spallino    | Italië    | Claude Bancilhon René Cintrat Roger Closset Christian d'Oriola Claude Netter Adrien Rommel            | Frankrijk | Aladár Gerevich József Gyuricza József Marosi Endre Palócz Bertalan Szőcs Endre Tilli            | Hongarije |
| Sabel       | |           | |           |                                                                                                  |           |
| Individueel | Rudolf Kárpáti                                                                                           | Hongarije | Pál Kovács                                                                                            | Hongarije | Tibor Berczenyi                                                                                  | Hongarije |
| Ploegen     | Tibor Berczelly Aladár Gerevich Rudolf Kárpáti Pál Kovács Dániel Magay Bertalan Papp                     | Hongarije | Jerzy Pawłowski Wojciech Zabłocki Zygmunt Pawlas Jerzy Twardokens Andrzej Piątkowski Marian Kuszewski | Polen     | Jean Brousse Jacques Lefèvre Jean Levavasseur Bernard Morel Jacques Roulot Jean-François Tournon | Frankrijk |

### Vrouwen
| Onderdeel   | Goud                                                                                    | Goud       | Zilver                                                                     | Zilver    | Brons                                                                                              | Brons     |
| ----------- | --------------------------------------------------------------------------------------- | ---------- | -------------------------------------------------------------------------- | --------- | -------------------------------------------------------------------------------------------------- | --------- |
| Floret      |                                                                                         |            |                                                                            |           | |           |
| Individueel | Karen Lachmann                                                                          | Denemarken | Ilona Elek                                                                 | Hongarije | Renée Garilhe                                                                                      | Frankrijk |
| Ploegen     | Ilona Elek Margit Elek Katalin Kiss Magdolna Nyári-Kovács Zsuzsanna Morvay Magda Zsabka | Hongarije  | Irene Camber Velleda Cesari Bruna Colombetti Vera Mantovani Silvia Strukel | Italië    | Kate Bernheim Renée Garilhe Françoise Gouny Marguerite Lavagne Françoise Mailliard Régine Veronnet | Frankrijk |

## Medaillespiegel
| Plaats | Land       | Goud | Zilver | Brons | Totaal |
| 1      | Italië     | 3    | 3      | 2     | 8      |
| 2      | Hongarije  | 3    | 2      | 2     | 7      |
| 3      | Frankrijk  | 1    | 1      | 4     | 6      |
| 4      | Denemarken | 1    | 0      | 0     | 1      |
| 5      | Polen      | 0    | 1      | 0     | 1      |
| 5      | Zweden     | 0    | 1      | 0     | 1      |
| Totaal | Totaal     | 8    | 8      | 8     | 24     |

1937 · 1938 · 1947 · 1948 · 1949 · 1950 · 1951 · 1952 · 1953 · 1954 · 1955 · 1956 · 1957 · 1958 · 1959 · 1961 · 1962 · 1963 · 1965 · 1966 · 1967 · 1969 · 1970 · 1971 · 1973 · 1974 · 1975 · 1977 · 1978 · 1979 · 1981 · 1982 · 1983 · 1985 · 1986 · 1987 · 1988 · 1989 · 1990 · 1991 · 1992 · 1993 · 1994 · 1995 · 1997 · 1998 · 1999 · 2000 · 2001 · 2002 · 2003 · 2004 · 2005 · 2006 · 2007 · 2008 · 2009 · 2010 · 2011 · 2012 · 2013 · 2014 · 2015 · 2016 · 2017 · 2018 · 2019 · 2022 · 2023